# 神澤信一
神澤 信一（かみさわ しんいち、1948年8月2日 - ）は、日本の特撮監督、演出家、脚本家。神沢信一名義での活動もあり。

## 作風
映像を作るに当たっての総カット数が多く、『ウルトラマンティガ』にて主役のスーツアクターの1人だった中村浩二は、「コンテが凄い量で、余りの多さに終わるのか不安になった」と述懐している。

## 主な作品

### 映画
- ゴジラ対メカゴジラ（東宝映像） - 助監督（セカンド）[3]
- GAME KING 高橋名人VS毛利名人 激突!大決戦（1986年、東宝） - 監督
- ミニ四ファイター 超速プロジェクト スイッチ・オン（1997年、松竹） - 脚本、監督

### テレビ
- ウルトラマンA（1972年 - 1973年、円谷プロダクション） - 助監督（特撮班）、特殊技術
- 流星人間ゾーン（1973年、東宝映像・萬年社） - 助監督（特撮班）、脚本、特殊技術
- 西遊記（1978年、国際放映） - 助監督（特撮班）、特撮監督
- メガロマン（1979年、東宝映像） - 助監督（特撮班）、特撮監督
- ウルトラマン80（1980年、円谷プロダクション）- 助監督（特撮班）、特撮監督
- 怪奇千夜一夜物語（1991年、TBS） - 監督
- 電光超人グリッドマン（1993 - 1994年、円谷プロダクション） - 監督
- ウルトラセブン 太陽エネルギー作戦（1994年、円谷プロダクション） - 監督、特技監督
- ウルトラセブン 地球星人の大地（1994年、円谷プロダクション） - 監督、特技監督
- 七星闘神ガイファード（1996年、東宝株式会社） - 監督
- ウルトラマンティガ（1996 - 1997年、円谷プロダクション） - 監督、特技監督
- ウルトラマンガイア（1998年 - 1999年、円谷プロダクション） - 特技監督

### オリジナルビデオ
- ウルトラセブン誕生30周年記念3部作（1998年、円谷プロダクション）- 脚本、監督、特技監督
- ウルトラセブン1999最終章6部作（1999年、円谷プロダクション）- 脚本、編集、監督、特技監督
- ウルトラマンネオス（2000年、円谷プロダクション）- 監督、特技監督
- 円谷英二のおもちゃ箱 もう一つのファインダー（2006年、東宝） - 構成、演出